# (4228) Nemiro
(4228) Nemiro est un astéroïde de la ceinture principale.

## Description
(4228) Nemiro est un astéroïde de la ceinture principale. Il fut découvert le 25 juillet 1968 à l'observatoire du Cerro El Roble par Gouri Pliouguine et Iouri Beliaïev. Il présente une orbite caractérisée par un demi-grand axe de 2,30 UA, une excentricité de 0,14 et une inclinaison de 5,3° par rapport à l'écliptique.

## Compléments